# Erebomorpha intervolans
Erebomorpha intervolans là một loài bướm đêm trong họ Geometridae.